# 22 december
22 december är den 356:e dagen på året i den gregorianska kalendern (357:e under skottår). Det återstår 9 dagar av året.

## Namnsdagar

### I den svenska almanackan
- Nuvarande – Natanael och Jonatan
- Föregående i bokstavsordning
  - Beata – Namnet fanns före 1774 på dagens datum, men flyttades detta år till 2 december, där det har funnits sedan dess.
  - Jonatan – Namnet infördes 1901 på 9 maj, men flyttades 2001 till dagens datum.
  - Josef – Namnet infördes, till minne av den bibliske patriarken Jakobs son med detta namn, på dagens datum 1774. Det fanns också på 19 mars (till minne av Josef från Nasaret). 1901 utgick det från dagens datum och blev endast kvar på 19 mars.
  - Natalia – Namnet infördes på dagens datum 1986, men flyttades 2001 till 29 december.
  - Natan – Namnet infördes på dagens datum 1986, men utgick 1993.
  - Natanael – Namnet fanns fram till 1680 på 5 september. Då flyttades det till 15 september, där det fanns fram till 1901. Då flyttades det till dagens datum, där det har funnits sedan dess. Det förekom på 1770-talet också på 11 maj.
- Föregående i kronologisk ordning
  - Före 1774 – Beata
  - 1774–1900 – Josef
  - 1901–1985 – Natanael
  - 1986–1992 – Natanael, Natalia och Natan
  - 1993–2000 – Natanael och Natalia
  - Från 2001 – Natanael och Jonatan
- Källor
  - Brylla, Eva (red.). Namnlängdsboken. Gjøvik: Norstedts ordbok, 2000 ISBN 917227204X
  - af Klintberg, Bengt. Namnen i almanackan. Gjøvik: Norstedts ordbok, 2001 ISBN 9172272929

### Finlandssvenska almanackan
- Nuvarande från 1929[1] – Rafael
- I föregående revideringar[a][2]
  - inga ändringar sedan 1929

## Händelser
- 384 – Sedan Damasus I har avlidit den 11 december väljs Siricius till påve (denna dag eller 11, 15 eller 29 december).
- 401 – Sedan Anastasius I har avlidit tre dagar tidigare väljs Innocentius I till påve.
- 1135 – Sedan Henrik I har avlidit tre veckor tidigare efterträds han som kung av England av sin systerson Stefan av Blois. Därmed förbigås Henriks dotter Matilda, som egentligen är utsedd till hans tronföljare. Hon kommer dock att i flera år kämpa med Stefan om makten över England.
- 1847 – Lars Johan Hierta motionerar till Sveriges riksdag om avskaffande av husagan [3].
- 1849 – Den ryske författaren Fjodor Dostojevskij utsätts för en skenavrättning.
- 1895 – Dreyfusaffären börjar i Frankrike.
- 1922 – Sovjetunionen bildas.
- 1987 – Etikettens dag införs.
- 1989 – Efter veckor med blodiga demonstrationer tar Ion Iliescu över som president i Rumänien, och avslutar därmed kommunisten Nicolae Ceaușescus diktatur.
- 1990 – Lech Wałęsa svärs in som president i Polen.

## Födda
- 244 – Diocletianus, romersk kejsare 284–305 (född omkring detta datum)
- 1639 – Jean Racine, fransk dramatiker (född denna eller föregående dag)
- 1696 – James Oglethorpe, brittisk militär och kolonigrundläggare
- 1702 – Jean-Étienne Liotard, schweizisk pastell- och miniatyrmålare
- 1723 – Karl Friedrich Abel, tysk barockkompositör
- 1775 – Nils Magnus Lindh, svensk boktryckare
- 1786 – Johan Jacob Fahlgren, svensk skådespelare och operasångare
- 1789 – Levi Woodbury, amerikansk politiker, USA:s finansminister 1834–1841
- 1796 – Jared W. Williams, amerikansk demokratisk politiker, senator för New Hampshire 1853–1854
- 1824 – Matthew H. Carpenter, amerikansk politiker, senator för Wisconsin 1869–1875 och 1879–1881
- 1838 – Richert Vogt von Koch, svensk militär och författare
- 1848 – Ulrich von Wilamowitz-Moellendorff, tysk klassisk filolog
- 1853 – Teresa Carreño, venezuelansk pianist, sångare och dirigent
- 1856 – Frank Kellogg, amerikansk utrikesminister 1925–1929, mottagare av Nobels fredspris 1929
- 1858 – Giacomo Puccini, italiensk kompositör
- 1859 – Otto Hölder, tysk matematiker
- 1862 – Walter Samuel Goodland, amerikansk republikansk politiker, guvernör i Wisconsin 1943–1947
- 1866 – Nils Erik Nilsson, svensk hemmansägare och högerpolitiker
- 1869 – Bainbridge Colby, amerikansk demokratisk politiker, USA:s utrikesminister 1920–1921
- 1872 – Georg Blomstedt, svensk skådespelare och körsnär
- 1874 – Franz Schmidt, österrikisk-ungersk kompositör
- 1876 – Filippo Tommaso Marinetti, italiensk poet och redaktör
- 1878 – Knut Frankman, svensk skådespelare
- 1887 – Srinivasa Aiyangar Ramanujan, indisk matematiker
- 1895 – Roar Colbiørnsen, norsk barnboksförfattare
- 1897 – Max Hansen, dansk skådespelare, sångare, kompositör och manusförfattare
- 1903 – Haldan Keffer Hartline, amerikansk fysiolog, mottagare av Nobelpriset i fysiologi eller medicin 1967
- 1905 – Pierre Brasseur, fransk skådespelare
- 1907 – Dame Peggy Ashcroft, brittisk skådespelare
- 1911 – Wiola Brunius, svensk skådespelare
- 1912 – Lady Bird Johnson, amerikansk presidenthustru 1963–1969 (gift med Lyndon B. Johnson)
- 1917 – Udo Undeutsch, tysk psykolog
- 1918 – Eric Marcusson, svensk ombudsman och socialdemokratisk politiker
- 1919 – William S. Richardson, amerikansk demokratisk politiker och jurist
- 1922 – Jim Wright, amerikansk demokratisk politiker, talman i USA:s representanthus 1987–1989
- 1924 – Marianne Stjernqvist, svensk skådespelare på ett flertal stadsteatrar och TV-teatern
- 1941 – M. Stanley Whittingham, brittisk-amerikansk kemist, mottagare av Nobelpriset i kemi 2019
- 1945 – Barbro Sundback, åländsk socialdemokratisk politiker
- 1948 – Lynne Thigpen, amerikansk skådespelare
- 1949
  - Maurice Gibb, brittisk sångare i The Bee Gees
  - Robin Gibb, brittisk sångare i The Bee Gees
- 1951 – Gerald Grosvenor, 6:e hertig av Westminster, brittisk adelsman.
- 1952 – Raimo Piirainen, finländsk socialdemokratisk politiker
- 1955 – Thomas Südhof, tysk-amerikansk biokemist, mottagare av Nobelpriset i fysiologi eller medicin 2013
- 1957 – Anders "Lillen" Eklund, svensk tungviktsboxare
- 1962 – Ralph Fiennes, brittisk skådespelare
- 1963 – Freddie Hansson, svensk musiker, keyboardist i Noice
- 1967 – Richey James Edwards, brittisk musiker, basist i Manic Street Preachers 1988–1995 (försvunnen 1995)
- 1968
  - Dina Meyer, amerikansk skådespelare
  - Robert Bergh, svensk travtränare och kusk.
- 1969 – Mats Lilienberg, svensk fotbollsspelare
- 1970 – Ted Cruz, amerikansk republikansk politiker, senator för Texas
- 1971 – Jonny Rödlund,  svensk fotbollsspelare
- 1972 – Vanessa Paradis, fransk sångare
- 1984 – Basshunter, svensk musiker
- 1987 – Éderzito António Macedo Lopes, portugisisk fotbollsspelare
- 1989 – Jordin Sparks, amerikansk sångare
- 1993 – Meghan Trainor, amerikansk sångare
- 1998 – Genevieve Hannelius, amerikansk skådespelare

## Avlidna
- 1115 – Olav Magnusson, kung av Norge sedan 1103.
- 1419 – Johannes XXIII, född Baldassare Cossa, motpåve sedan 1410.
- 1530 – Willibald Pirckheimer, 60, tysk advokat och humanist.
- 1634 – Johan Albert Vasa, 22, polsk kardinal, son till Sigismund och Konstantia av Steiermark.
- 1641 – Maximilien de Béthune, hertig av Sully, 80, fransk finansminister under Henrik IV.
- 1666 – Guercino, 75, italiensk målare.
- 1777 – Carl Reinhold Berch, 71, svensk numismatiker och ämbetsman.
- 1828 – William Hyde Wollaston, 62, engelsk fysiker och kemist.
- 1850 – William Plumer, 91, amerikansk politiker och predikant, senator (New Hampshire) 1802–1807.
- 1858 – Lars Herman Gyllenhaal, 68, Sveriges justitiestatsminister 1843–1844.
- 1871 – Edward Law, 1:e earl av Ellenborough, 81, brittisk politiker.
- 1878 – Carl Wilhelm Böttiger, 71, poet, litteraturhistoriker, ledamot av Svenska Akademien.
- 1879 – Carl Axel Trolle, 69, svensk lanthushållare, riksdagsman.
- 1893 – Jonas Wenström, 38, svensk ingenjör och uppfinnare.
- 1899 – Hugh Grosvenor, 1:e hertig av Westminster, 74, brittisk politiker.
- 1902 – Dwight M. Sabin, 59, amerikansk republikansk politiker, senator (Minnesota) 1883–1889.
- 1914 – William S. West, 65, amerikansk demokratisk politiker, senator (Georgia) 1914.
- 1935 – Thomas D. Schall, 57, amerikansk republikansk politiker, senator (Minnesota) sedan 1925.
- 1939 – Ma Rainey, 53, amerikansk sångare, kompositör och textförfattare.
- 1940 – Nathanael West, 37, amerikansk författare.
- 1943 – Beatrix Potter, 77, brittisk barnboksförfattare och illustratör.
- 1979 – Darryl F. Zanuck, 77, amerikansk filmmagnat.
- 1989
  - Samuel Beckett, 83, irländsk-fransk författare och dramatiker, mottagare av Nobelpriset i litteratur 1969.
  - Massimo Serato, 72, italiensk skådespelare.
- 1991 – Ernst Krenek, 91, österrikisk kompositör.
- 1993 – Alexander Mackendrick, 81, amerikansk-brittisk filmregissör och lärare.
- 1995 – Olof Rydbeck, 82, svensk diplomat och radiochef, ambassadör i Förenta nationerna.
- 1999 – Per Aabel, 97, norsk skådespelare.
- 2001
  - Jonas Frick, 39, svensk regissör och manusförfattare.
  - Jacques Mayol, 74, fransk fridykare.
- 2002
  - Desmond Hoyte, 73, guyansk politiker, premiärminister 1984–1985, Guyanas president 1985–1992.
  - Joe Strummer, 50, sångare, gitarrist och låtskrivare i det brittiska punkbandet The Clash.
- 2003
  - Rose Hill, 89, brittisk skådespelare.
  - Carl Henrik Nordlander, 94, svensk riksbankschef 1976–1982.
- 2006 – Eva Gothlin, 49, svensk genusforskare.
- 2007 – Julien Gracq, 97, fransk författare.
- 2008 – Lansana Conté, 74, guineansk politiker och president sedan 1983.
- 2011 – Per Berlin, 90, svensk brottare.
- 2014
  - Per Hilding, 91, svensk riksdagsman och chefredaktör.
  - Vera Gebuhr, 98, dansk skådespelare (Matador).
  - Joe Cocker, 70, brittisk sångare.
- 2018 – Paddy Ashdown, 77, brittisk politiker.

### Fotnoter
1. ↑  ”Universitetets namnsdagsalmanacka - Universitetets almanacksbyrå”. almanakka.helsinki.fi. Helsingfors universitet. https://almanakka.helsinki.fi/sv/kalender-2025/. Läst 22 februari 2025.
2. ↑  ”Namnsdagsrevideringar - Universitetets almanacksbyrå”. almanakka.helsinki.fi. Helsingfors universitet. https://almanakka.helsinki.fi/sv/namnsdagar/namnsdagsrevideringar.html. Läst 3 oktober 2020.
3. ↑  Drabbade barn: aga och barnmisshandel i Sverige från reformationen till nutid Arkiverad 30 december 2016 hämtat från the Wayback Machine.